# Saint-Germain-d’Anxure
Saint-Germain-d’Anxure – miejscowość i gmina we Francji, w regionie Kraj Loary, w departamencie Mayenne.
Według danych na rok 1990 gminę zamieszkiwały 272 osoby, a gęstość zaludnienia wynosiła 26 osób/km² (wśród 1504 gmin Kraju Loary Saint-Germain-d’Anxure plasuje się na 1005. miejscu pod względem liczby ludności, natomiast pod względem powierzchni na miejscu 987.).